# فيلي ووكر
فيلي ووكر (بالإنجليزية: Willie Walker)‏ هو لاعب اتحاد الرغبي نيوزيلندي، ولد في 19 مايو 1978 في أوبوتكي ‏ في نيوزيلندا.